# Recey-sur-Ource
 Recey-sur-Ource  es una población y comuna francesa, en la región de Borgoña, departamento de Côte-d'Or, en el distrito de Montbard y cantón de Recey-sur-Ource.

## Demografía
| 663 | 662 | 542 | 498 | 461 | 431 |
| Para los censos de 1962 a 1999 la población legal corresponde a la población sin duplicidades (Fuente: INSEE [Consultar]) |     |     |     |     |     |